# 多尔米茨
多尔米茨是德国巴伐利亚州的一个市镇。总面积4.57平方公里，总人口2018人，其中男性1010人，女性1008人（2011年12月31日），人口密度442人/平方公里。